# 费代丽卡·拉迪基
费代丽卡·拉迪基（義大利語：Federica Radicchi，1988年12月21日—），意大利水球运动员。她曾代表意大利参加2012年和2016年夏季奥林匹克运动会水球比赛，其中2016年奥运会获得一枚银牌。